# 李江宁
李江宁（1956年3月—），男，中华人民共和国外交官，曾任中华人民共和国驻约翰内斯堡总领事和中华人民共和国驻多米尼克国特命全权大使。

## 生平
1974年参加工作，任天津市纺织局化纤厂翻译。1976年，任核工业部第三研究院科员。1978年，考入黑龙江大学英语系。1980年，赴美国乔治敦大学学习。1985年，毕业回国，进入中华人民共和国外交部工作，先后在外交部政策研究室、驻比利时大使馆、驻英国大使馆任职，后任外交部政策研究室参赞。2001年，任外交部驻香港特派员公署参赞。2006年，任驻澳大利亚大使馆参赞，后升任公使衔参赞。2008年，任外交部机关党委参赞。2010年8月，出任中华人民共和国驻约翰内斯堡总领事。2013年，任外交部参赞。2014年1月，出任中华人民共和国驻多米尼克大使。2016年10月，自驻多米尼克大使离任。

## 家庭
已婚，有一女。